# Prêmio Açorianos de 1978
A segunda edição do Prêmio Açorianos ocorreu em 1978 em Porto Alegre e premiou unicamente destaques do setor de arte dramática.

## Premiação
Melhor diretor: Irene Brietzke
Melhor ator: Maurício Távora
Melhor atriz: Ida Celina
Melhor ator coadjuvante: Rogério Sottili
Melhor atriz coadjuvante: Denise Barella
Melhor espetáculo: O casamento do pequeno burguês
Melhor cenário: Os pintores de Cano, trabalho de Sylvia G. Machado e Luiz Antônio C. da Rocha.

## Comissão julgadora
- Luiz Antônio de Assis Brasil, da Divisão de Cultura (presidente da comissão)
- Jornalista Cláudio Heeman
- Jornalista Aldo Obino, do jornal Correio do Povo
- Jornalista Décio Presser, do jornal Folha da Tarde
- Professor Sérgio Silva, do curso de Arte Dramática do Instituto de Artes da Universidade Federal do Rio Grande do Sul (IA/UFRGS)[3]